# Pujillay
Pujillay es un grupo musical chileno, cuyas canciones están dirigidas principalmente al humor. De este grupo surgieron artistas como el humorista Álvaro Salas.

## Historia
Pujillay nació el 1 de junio de 1975, formado por Álvaro Salas, Manuel Chamorro, Marcelo Romero, Sergio Morales y Eugenio Mora (al retirarse  en 1977 para ejercer su carrera de profesor en Liceo Luis Cruz Martínez de Curicó es reemplazado por Carlos Núñez Salinas), todos estudiantes de pedagogía en música de la Universidad Católica de Valparaíso. Iván Arenas participó como ayudante del grupo; fue en una presentación de Pujillay donde fue invitado por productores de televisión al programa ¿Cuánto vale el show?, iniciando así su carrera artística. 
Durante la década de 1980, fueron número constante en varios programas de televisión. Su debut fue en el espacio de Enrique Maluenda, Dingolondango (TVN), y además participaron en espacios como Sábados Gigantes, Jappening con Já, Chilenazo, entre otros. El grupo participó en el Festival de la Canción de Viña del Mar con su formación original en tres oportunidades (los años 1982, 1985 y 1990), todas con buena aceptación del público.
El 2 de noviembre de 1991, Álvaro Salas se retiró de Pujillay, buscando una carrera como humorista en solitario. En ese momento Salas fue reemplazado por el humorista Marco "Charola" Pizarro, quien estuvo cinco años en el grupo. Durante la década de 1990, Pujillay continuó haciendo presentaciones en vivo, sin embargo, sus apariciones en televisión fueron disminuyendo paulatinamente tras la salida de Salas.
En noviembre de 2006, Salas se reencontró con los miembros de Pujillay en el programa de televisión Mucho Lucho, de Canal 13. Meses más tarde, y durante la presentación de Salas en el Festival de Viña del Mar 2007, el grupo volvería a presentarse con sus miembros fundadores en el anfiteatro de la Quinta Vergara.
El 23 de diciembre de 2010, uno de sus integrantes, Sergio Morales, falleció a consecuencia de las complicaciones sistémicas de una pancreatitis aguda.
En 2015 participaron en el XLVI Festival del Huaso de Olmué, donde celebraron sus 40 años de carrera artística.
En 2016 también participaron en Fiesta de la Independencia Talca 2016.

## Trivia
- En septiembre de 1975, el grupo fue contratado por un empresario de Valparaíso quien confundió al grupo con Illapu, después de que él les preguntara si cantaban la conocida canción El candombe para José, que había sido popularizada por ese grupo.
- Pujillay deriva del nombre del "dios de la alegría" de la cultura altiplánica.